# Night in the Woods
Night in the Woods (срп. Ноћ у Шумама; МФА: /naɪt ɪn ðə wʊdz/), поднаслов At the End of Everything Hold onto Anything (срп. На крају свега држи се за било шта) скраћено негде и као NITW је авантуристичка видео-игра за једног играча коју је направила канадска компанија за креирање видео-игара Infinite Fall, а коју је објавила америчка компанија Finji. 
Игра је објављена за америчко тржиште 21. фебруара 2017. године. Од тада је портована на конзоле PlayStation 4, Xbox One, и Nintendo Switch.
Night in the Woods је започела свој живот као Кикстартер пројекат у октобру 2013. године. Од свог циљаног буџета од 50 000 америчких долара, пројекат је сакупио 209,375 америчких долара.
Night in the Woods је авантуристичка 2d видео-игра са великим фокусом на причу, и прати Меј, антропоморфну мачку која је напустила факултет и вратила се у свој родни град, Посум Спрингс, где су се ствари изненадно промениле.
Додатне игре Longest Night  и Lost Constellation су објављене након завршетка Кикстартер кампање (Longest Night је објављена у децембру 2013. године, док је Lost Constellation објављена у децембру 2014. године). Обе игре су доступне на веб-сајту itch.io.
Продужена верзија Night in the Woods под називом Weird Autumn Edition је објављена за PC, macOS, Linux, PlayStation 4, и Xbox One , 13. децембра 2017. године. Верзија за Nintendo Switch је објављена 1. фебруара 2018. године. Ова верзија игре додаје нове ствари у игру, као и обе додатне игре (Longest Night, Lost Constellation).
Night in the Woods је хваљена од стране критичаре због своје музике, атмосфере, карактера, и приче.

## Сажетак
Меј Боровски напушта свој факултет и враћа се у родни град Посум Спрингс чији су становници антропоморфне животиње.  Меј схвата колико се Посум Спрингс променио од затварања рудника угља у граду, и открива мрачну тајну у шумама града. Она схвата грозоморну тајну који је град крио већ деценијама, која има везе са напуштеним рудницама, и са нестанком Мејиног пријатеља Кејсија Хартлија. Меј се на овој авантури придружују хипер-активни лисац Грег, песимистички крокодил Би, и реалистични медвед Ангус. Магазин Пејст описује теме у игри као: "ментални поремећаји, депресија, стагнација средњих и нижих класа, и спора смрт малих америчких градова."
Скот Бенсон је описао кључне акције као: "истражи, попричај, види, и додирни", док је Алек Холовка описао начин на који су правили игру као "фокусирану више на причу него на гејмплеј". Играчи праве одлуке које мењају дешавања приче, мада је Бенсон то објаснио као: "Да ли желиш да проводиш време са овом особом? Океј, кул. Та особа можда не буде знала тебе толико добро до краја игре, али ова особа са којом сте се дружили, видећете њихову причу."

## Радња

### Night in the Woods
Меј Боровски се исписује из факултета и враћа се својим родитељима у родни Посум Спрингс. Посум Спрингс је ушао у доба економске стагнације од затварања рудника угља. Игра почиње на аутобуској станици, где играч преузима контролу над Меј и води је кроз шуму. На самом излазу из шуме, Меј налеће на своју тетку која ради у полицији, која је одвози кући.
Меј се среће са својим старим пријатељима Беатрис, Грегом, и Ангусом. Меј такође сазнаје да је њен друг из детињства Кејси Хартли нестао без трага.
Меј проводи пар дана са пријатељима, родитељима, свирајући у бенду, и истраживајући Посум Спрингс, али јој се увече појављују чудни и надреални снови. На фестивалу за Ноћ вештица, Меј види маскирану фигуру како отима тинејџера. Меј и њено друштво почињу да откривају мистерију отмице, док се њено ментално стање све више и више погоршава, што изазива све чудније и чудније снове. После дуге истраге, четворка наилази на групу маскираних особа у одорама. Ове маскиране особе појуре Меј и њене пријатеље, и она пада и губи свест.
Меј се евентуално буди и враћа својим другарима. Она њима затим признаје да је разлог зашто је напустила факултет њен проблем са дисасоцијативношћу. Мејин дневник (који је у игри коришћен као мени) где она црта сва своја искуства, је у ствари био поклон од њеног доктора, који јој је дао дневник да би она лакше разумела своје емоције. Наиме, шест година раније, Меј је пребила дечка са палицом за софтбол, због дисасоцијативне епизоде. Због овог инцидента, грађани Посум Спрингса стрепе од Меј, а њена породица је у финансијским проблемима.
Иако је била рањена, Меј одлучује да се врати у шуму и да пронађе мистериозне фигуре које су их јуриле. Иако одбија помоћ, Грег, Би, и Ангус полазе са њом. Група улази у напуштене руднике где проналази мистериозне фигуре за које се сазнаје да су култ који поштује ктонског бога Црну Козу. Овај култ отима људе за које се сматра да су "небитни" и жртвује их ктонском богу у нади да ће се економија Посум Спрингса побољшати. Једна од жртви овог култа је Кејси Хартли. Вођа култа даје групи шансу да побегну, под условом да никоме не кажу о овом култу. Група одлучи да се повуче из рудника када су нападнути од стране члана култа - Еида. Меј успева да побегне од њега, и рудник почиње да се урушава. Један члан култа скида своју маску пред Меј. Тај члан је Мејина тетка. Окно се урушава и заробљава чланове култа унутар рудника.
Меј затим седа са Би или са Грегом (зависи са ким је играч провео највише времена) да би попричала о дешавањима којима су присуствовали. Остали им се убрзо придружују. Меј каже групи да ће морати да одрасту и да се адаптирају на живот, у добру и у злу, али да за сад могу да уживају у животу. Игра се завршава са групом која одлази на пробу свог бенда. 

### Demontower
Demontower је кратка дводимензионална игра жанра "hack and slash" коју играч може одиграти унутар игре Night in the Woods. Игра постаје доступна играчу када Ангус поправи Мејин компјутер, у току главне радње игре Night in the Woods. Demontower је сачињен од девет нивоа, на крају којих се налази бос којег играч мора победити. Ако играч успешно заврши ову игру, Меј ће писати о њој у њеном дневнику, а играч ће добити посебан трофеј (енг. Achievment)

### Longest Night
Longest Night прати Меј и њене пријатеље како седе под звезданим небом, и гледају звезде. Они су се окупили да би прославили празник Најдужа ноћ (који је пандан за Божић). Играч спаја ове звезде на основу звука који оне праве. Крај игре открива да је цела ова игра у ствари била Мејин сан.

### Lost Constellation
Lost Constellation је прича коју је Меј испричао њен деда. Прича игре прати Адину Астру, астрономерку која жели да дође до залеђеног језера на дан Најдуже ноћи да би видела дух свог преминулог љубавника. Она такође жели да види Дух Звезду, која прати мртве у Изгубљено Сазвежђе. Адина мора прво да прође кроз шуму коју чува Шумски Бог. Док путује кроз шуму Адина се запетљава у вековни рат између шуме и смртоносног "Ханчера".

## Ликови
- Маргарет "Меј" Боровски - главни лик игре. Меј је мачка са тамноплавим крзном и црвеним очима. Меј има зарез на десном уху које је настало при нападу пса. Када се играч не помера, Меј почиње да се игра са својим уветом. Меј је члан бенда и свира бас-гитару. Меј носи наранџасту мајицу са прецртаном нулом на себи, сиве фармерке и патике које су описане као "јефтине зелене лажне патике Док Мартинс."[9] Прецртана нула на Мејиној мајци је истовремено и симбол људи који се идентификују као небинарни. Бенсон је рекао да та симболика није била планирана, али да му је драго што су фанови то тако разумели.[10]

- Грегори "Грег" Ли - Мејин најбољи пријатељ и Ангусов партнер. Грег је члан бенда и свира гитару. Грег је лисац (или пас или којот) са жутим крзном и плавим очима. Грег носи сиву мајицу и црну кожну јакну, фармерке и "баш сељачке" чизме.[11] Грег ради у "Снек Фалкону" (пародија америчког ланца продавница 7/11) и има апартман у граду, у којем живи са Ангусом. У једном тренутку, Би говори Меј да Грег пати од биполарног поремећаја, али ово никад није потврђено или оспорено.

- Беатрис "Би" Сантело - је била Мејина најбоља другарица до седмог разреда, али су се њих две удаљиле, све до Мејиног повратка у Посум Спрингс. Она је члан бенда и свира бубњеве. Би је крокодил са крљуштима тиркизне боје и има тамноплаве очи (очи су јој црвене у рекламама за игру). Често је виђена са запаљеном цигаром у чељустима. Би носи црну хаљину на којој се налази анк, црне хеланке и црне чизме.[12]

- Ангус Дилејни - је Грегов партнер. Ангус ради у видео клубу "Ту" и живи са Грегом у апартману у центру града. Он је члан бенда и његов је певач. Ангус је медвед са браон крзном и великим наочарима. Он носи зелени џемпер преко беле кошуље са браон краватом. Он такође носи плаве фармерке, црне патике, и црну федору.
- Џереми Вартон "Germ Warfare" - је споредни карактер у игри. Џерм је тамноплава птица са жутим кљуном и очима плаве боје. Он носи црну тренерку, црне фармерке, црне патике, и на глави има црни качкет.[13]
- Кејси Хартли - је био Мејин пријатељ пре него што је мистериозно нестао. Кејси је свирао бубњеве у бенду са Меј, Грегом, и Ангусом. Кејси се никада не појављује физички у игри, али га Џерм описује као наранџастог мачка, који је виши од Меј. Када је задњи пут виђен, Кејси је носио црну дуксерицу, фармерке и црне патике.
- Еиде - је главни антагонист игре. Није много познато о Еиду јер је карактер увек приказан у сенци, али у једном тренутку, Еидеова силуета имплицира да је он мачак. Он носи одоре Култа и рударски шлем. Његов главни циљ је да жртвује Меј Црној Кози.
- Култ - је мистериозна, анонимна група становника Посум Спрингса која се моли ктонском богу Црној Кози.

## Развој игре
Night in the Woods пројекат на сајту Kickstarter је започет 22. октобра 2013. године, од стране дизајнера игара Алека Холовке, и уметника/аниматора Скота Бенсона. Њихов циљ за игру је био да скупе 50 000 америчких долара за развој игре. Овај циљ је достигнут за двадесет и шест часова. Од октобра 2013. године, игра је скупила више од 200 000 долара. Ове додатне финансије су омогућиле Холовки и Бенсону да унајме аниматора Чарлса Хутнера, и да унајме Infinite Ammo и дизајнера Адама Салцмана који су креирали роуглајк игрицу Demontower унутар Night in the Woods. Бенсон је рекао да су утицаји на уметност игре били Крис Вер, Мајк Мигнола, Мери Блер, Фланери О'Конор и Ричард Скери. Игре које су имале утицај на равој Night in the Woods биле су Kentucky Route Zero и Gone Home. 
У октобру 2017. године, најављено је да ће Night in the Woods бити портован за таблете и телефонске уређаје, од стране аустралијске компаније Secret Lab која је креирала погон за игру. Порт за мобилне уређаје је требао да изађе 2018. године, али је у тренутку писања (јул 2020) необјављена.
У јануару 2018. године, игра је портована на Nintendo Switch са свим додацима присутним у Weird Autumn Edition.

### Музика
Музика игре Night in the Woods је компонована од стране Алека Холовке, и објављена је на сајту Бандкамп 9. марта 2017. године. Музику игре чине албуми "Lost Constellation" сачињен од  8 песама, "Night in the Woods: Preview" сачињен од четири песме, и три албума названи "Night in the Woods" који заједно садрже 124 песме. Бенд у којем се главни карактери налазе има три песме ("Die Anywhere Else", "Pumpkin Head Guy", "Weird Autumn") које играч може одсвирати у мини-игри сличној играма у серијалу Guitar Hero. На самом почетку игре, играч може да одсвира песму "Space Dragon" на Мејиној бас-гитари. Ове песме су се доказале веома популарним у заједници која је настала око игре, и више креатора на онлајн видео платформи Јутјуб су прерадили песме бенда.

## Рецензије
Night in the Woods је добио позитивне критике од стране критичара. На веб-сајту Метакритик PlayStation 4 порт игре је достигао "скор" од 87, док порт за компјутере има скор од 88.
Српски веб-сајт ITNetwork је о игри рекао: "(...) Night in the Woods, остаје један од најцењенијих и најстраственијих независних наслова у скоријој историји."
Night in the Woods се пронашла на многим листама за најбоље игре 2017. године. Игра је освојила 13. место на Еурогејмеровој листи "Топ 50 видео игара 2017. године", док је веб-сајт GamesRadar+ ставио Night in the Woods на 17. место на својој листи "Топ 25 видео игара 2017. године".
Игра је освојила награду за најбољу авантуристичку игру веб-сајта Ај-Џи-Ен и награду за најбољег карактера (Меј) веб-сајта GameInformer. Игра је такође освојила "Златну коцку" на Јунити наградама у 2017. години и освојила је награду за најбољу 2d графику.

## Награде
| Година | Награда            | Категорија                                                         | Резултат  | Референце |
| ------ | ------------------ | ------------------------------------------------------------------ | --------- | --------- |
| 2017   | The Game Awards    | Најбоља независна видео-игра                                       | Номинован | [ 32 ]    |
| 2018   | SXSW Gaming Awards | Најиспуњенија игра финансирана од стране заједнице                 | Добитник  | [ 33 ]    |
| 2017   | NAVGTR Awards      | Најбољи комедијашки сценарио                                       | Добитник  | [ 34 ]    |
| 2017   | NAVGTR Awards      | Најбољи уметнички правац (стил)                                    | Номинован | [ 34 ]    |
| 2018   | BAFTA Awards       | Најбоља прича                                                      | Добитник  | [ 35 ]    |
| 2018   | BAFTA Awards       | Најбоља дебитна видео-игра (награда уручена студију Infinite Fall) | Номинован | [ 35 ]    |
| 2018   | BAFTA Awards       | Награда за игру која није само забава                              | Номинован | [ 35 ]    |
| 2018   | BAFTA Awards       | Најбоља оригинална својина                                         | Номинован | [ 35 ]    |